# アレクセイ・スヴォーリン
アレクセイ・セルゲーイェヴィチ・スヴォーリン （ロシア語: Алексе́й Серге́евич Суво́рин、1834年9月11日 - 1912年8月11日）は、ロシア帝国のジャーナリスト、出版人、演劇評論家である。
農民出身。1868年、新聞『ノーヴォエ・ヴレーミャ』を買収。1872年、起業し出版社を設立。サンクトペテルブルク・モスクワ・ハルキウ・オデッサ・サラトフに書店を開設、鉄道駅などに新聞販売拠点を広げていった。
劇作家アントン・チェーホフと親交があった。

## 脚注

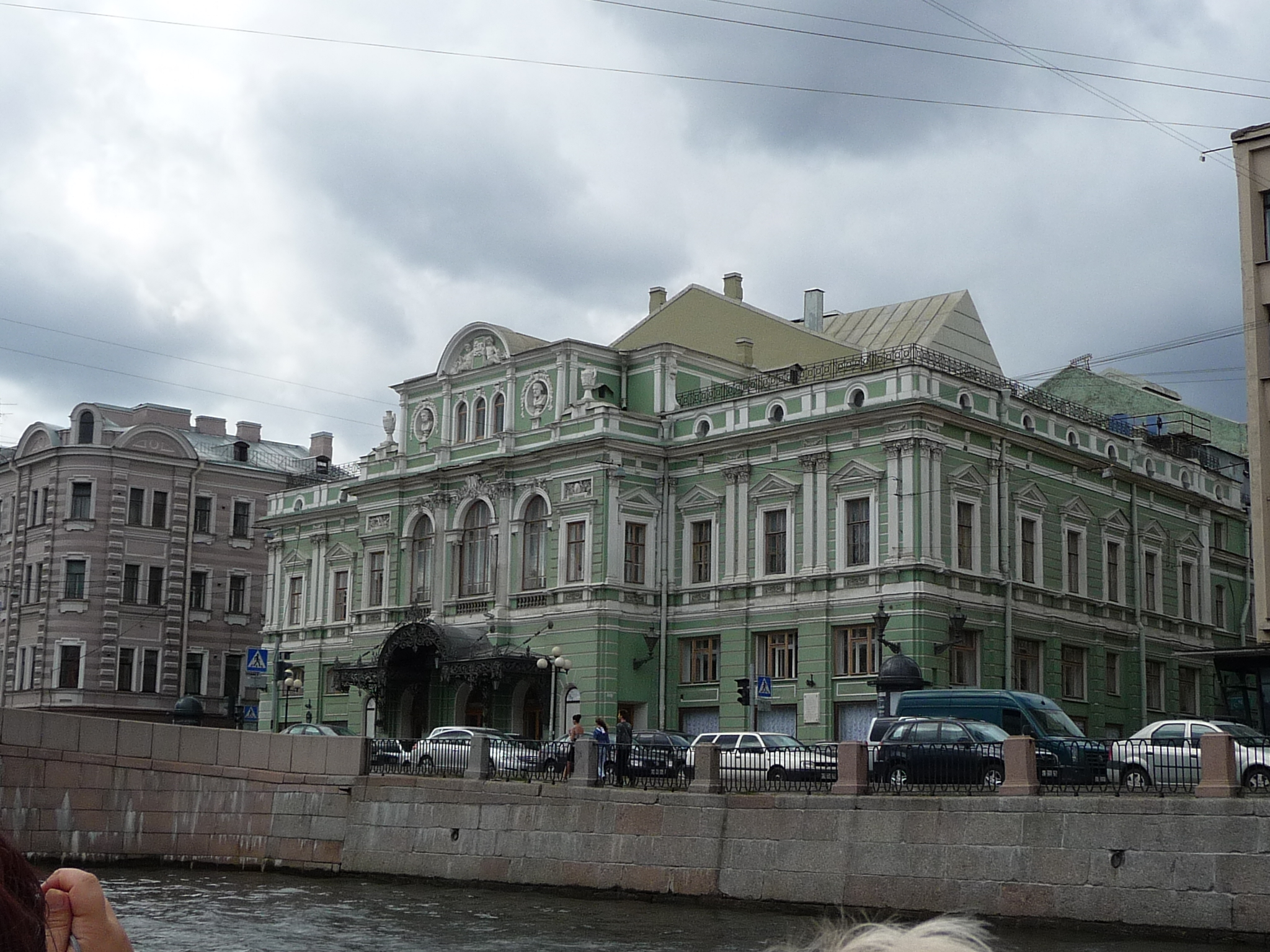
サンクトペテルブルク・フォンタンカ川に臨む旧スヴォーリン劇場。2009年撮影。